# Basses Tatras
Les Basses Tatras (en slovaque : Nízke Tatry ; en hongrois : Alacsony Tátra) sont un massif de montagnes des Carpates en Slovaquie. Il est situé au sud-ouest des Tatras et culmine à 2 046 m au Ďumbier.

## Géographie

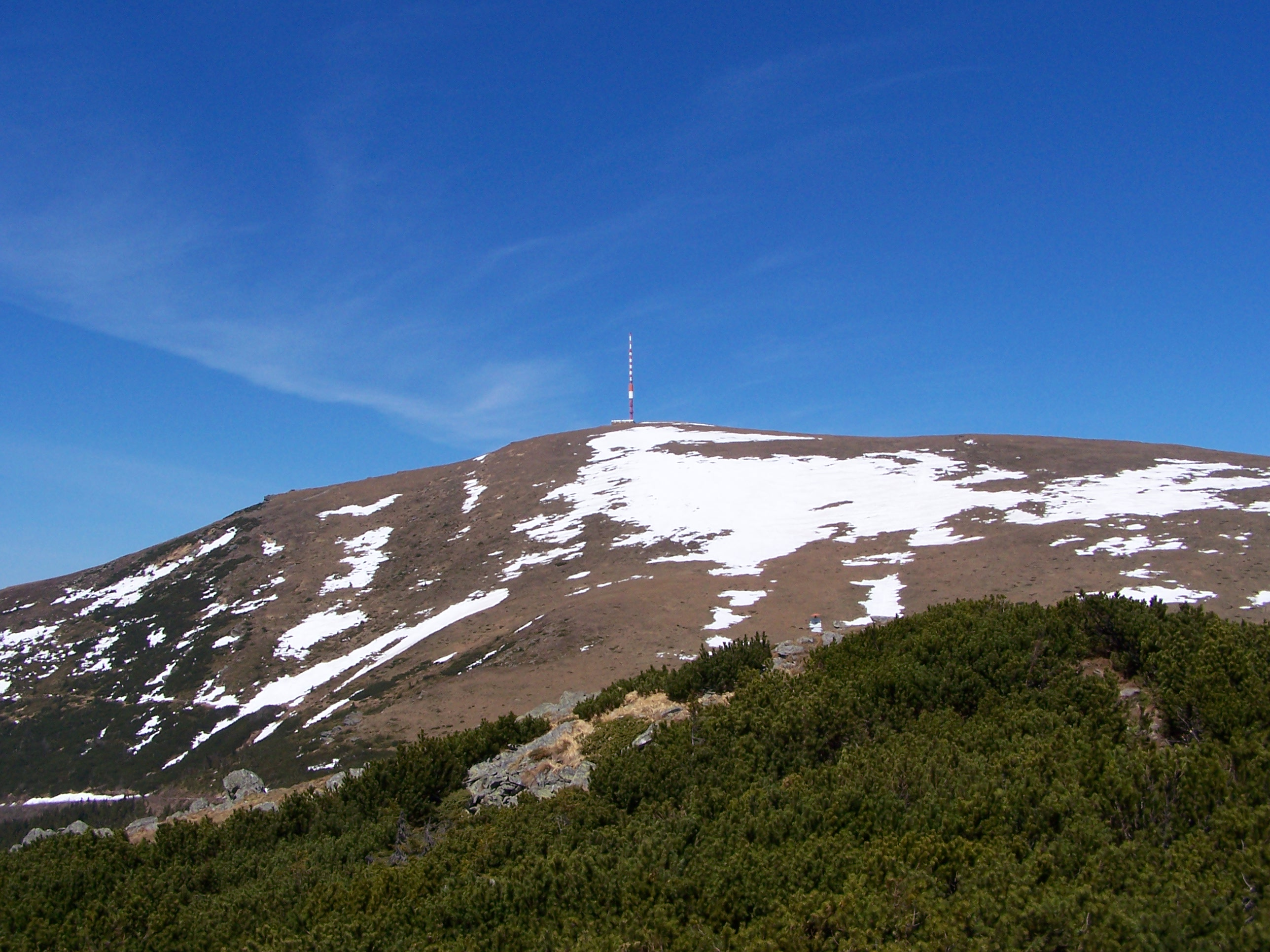
Vue du Kráľova hoľa à l'est de la chaîne.

Les Basses Tatras font partie des Carpates occidentales intérieures. Elles sont situées entre les vallées de la rivière Váh, qui les sépare des Tatras au nord, et du Hron, le passage aux monts Métallifères slovaques au sud. La crête principale s'étend sur 95 kilomètres d'est en ouest. Le parc national du Paradis slovaque s'étend vers l'extrémité orientale du massif. Au nord-ouest se trouvent les monts de la Grande Fatra.
Le col de Čertovica, emprunté par la route I./72, est la seule route praticable traversant la crête montagneuse et le plus haut passage routier de Slovaquie à 1 232 m d'altitude. Le sentier européen E8 passe en parallèle par le col. 
En dessous de la limite forestière, le massif est fortement boisé ; un habitat pour les nombreuses espèces sauvages comme l'ours brun et le lynx. Les espaces au-dessus abritent des espèces de plantes alpines, notamment la gentiane, et des espèces animales comme le chamois et la marmotte. Dans les contreforts septentrionaux s'enfonce un vaste réseau de grottes, dont la grotte de la liberté de Demänovská.

## Principaux sommets
Quatre sommets dépassent 2 000 m.

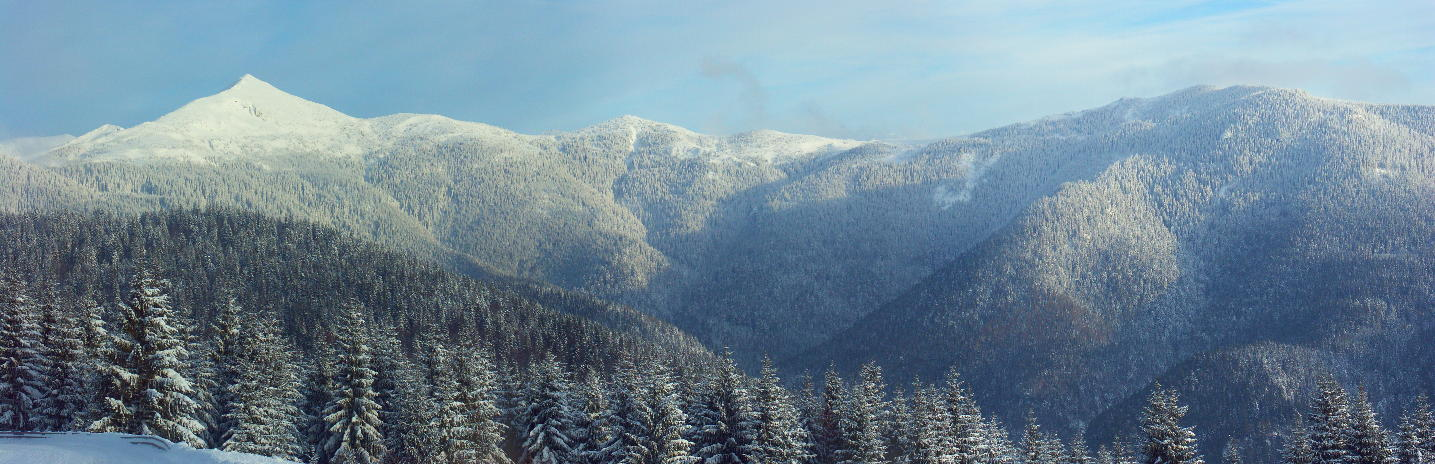
Basses Tatras en hiver

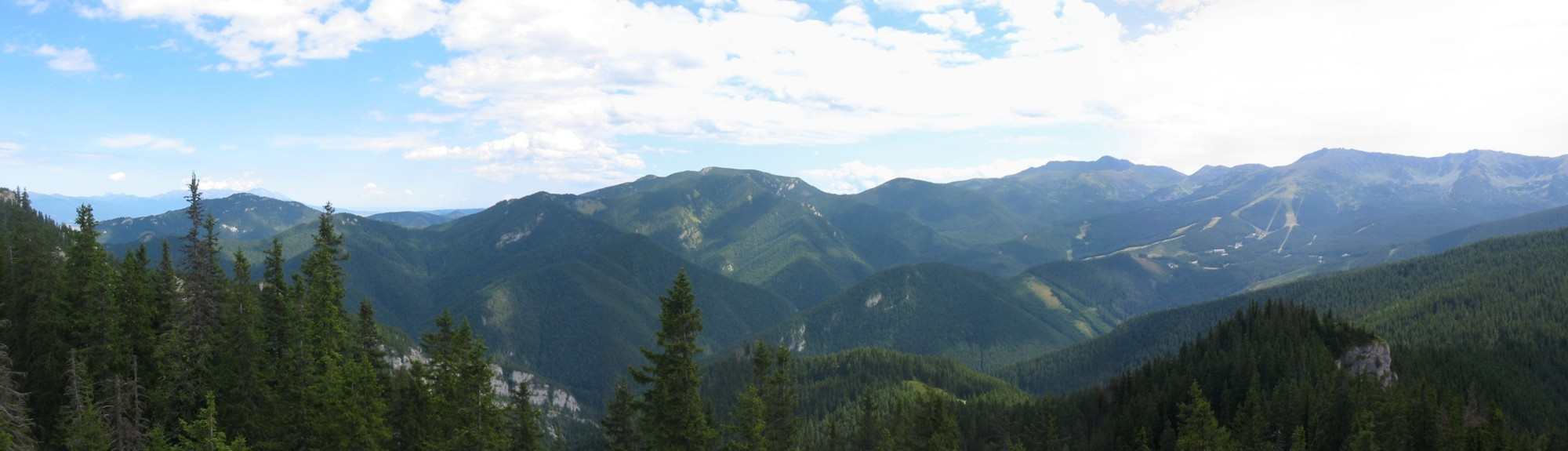
Vallée de Demänovská Dolina

| - Ďumbier (2 046 m) - Štiavnica (2 025 m) - Chopok (2 024 m) - Dereše (2 004 m) - Skalka (1 980 m) - Chabenec (1 955 m) - Kráľova hoľa (1 946 m) - Kotliská (1 940 m) - Krúpova hoľa (1 927,5 m) - Zákľuky (1 914 m) | - Poľana (1 889,7 m) - Orlová (1 840 m) - Bôr (1 887 m) - Konské (1 882 m) - Stredná hoľa (1 875 m) - Baňa (1 859 m) - Žiarska hoľa (1 840 m) - Králička (1 807 m) - Bartková (1 790 m) - Veľký Gápeľ (1 776 m) | - Krakova hoľa (1 751,6 m) - Veľká Chochuľa (1 753 m) - Ďurková (1 750 m) - Ludárova hoľa (1 731,6 m) - Veľký bok (1 727 m) - Veľká Vápenica (1 691 m) - Latiborská hoľa (1 643 m) - Veľká hoľa (1 640 m) - Andrejcová (1 520 m) - Chabenec (1 515,5 m) |